# روبن قارابيا
روبن قارابيا (بالإسبانية: Rubén Garabaya) مواليد 15 سبتمبر 1978 في أفيليس، منطقة أستورياس، إسبانيا، هو لاعب كرة يد إسباني. مثل منتخب إسبانيا لكرة اليد. شارك في دورة الألعاب الأولمبية الصيفية سنة 2008. حقق المركز الأول في ألعاب البحر الأبيض المتوسط 2005.

## الميداليات
| الميدالية | المسابقة                        |
| --------- | ------------------------------- |
| برونزية   | الألعاب الأولمبية الصيفية 2008  |
| ذهبية     | ألعاب البحر الأبيض المتوسط 2005 |

## روابط خارجية
- روبن قارابيا على موقع الاتحاد الأوروبي لكرة اليد (الإنجليزية)
- روبن قارابيا على موقع اللجنة الأولمبية الدولية (الإنجليزية)
- روبن قارابيا على موقع أوليمبيديا (الإنجليزية)